# Luna Sea 3D in Los Angeles
Luna Sea 3D in Los Angeles é um álbum ao vivo da banda de rock japonesa Luna Sea, lançado em 1 de junho de 2011 e também um filme. Foi gravado em 3D no Hollywood Palladium em Los Angeles em 4 de dezembro de 2010 em parte de sua turnê mundial de 20 anos Reboot -to the New Moon-. O filme começou a ser exibido em 4 de junho de 2011 nos cinemas do Japão.

## Recepção

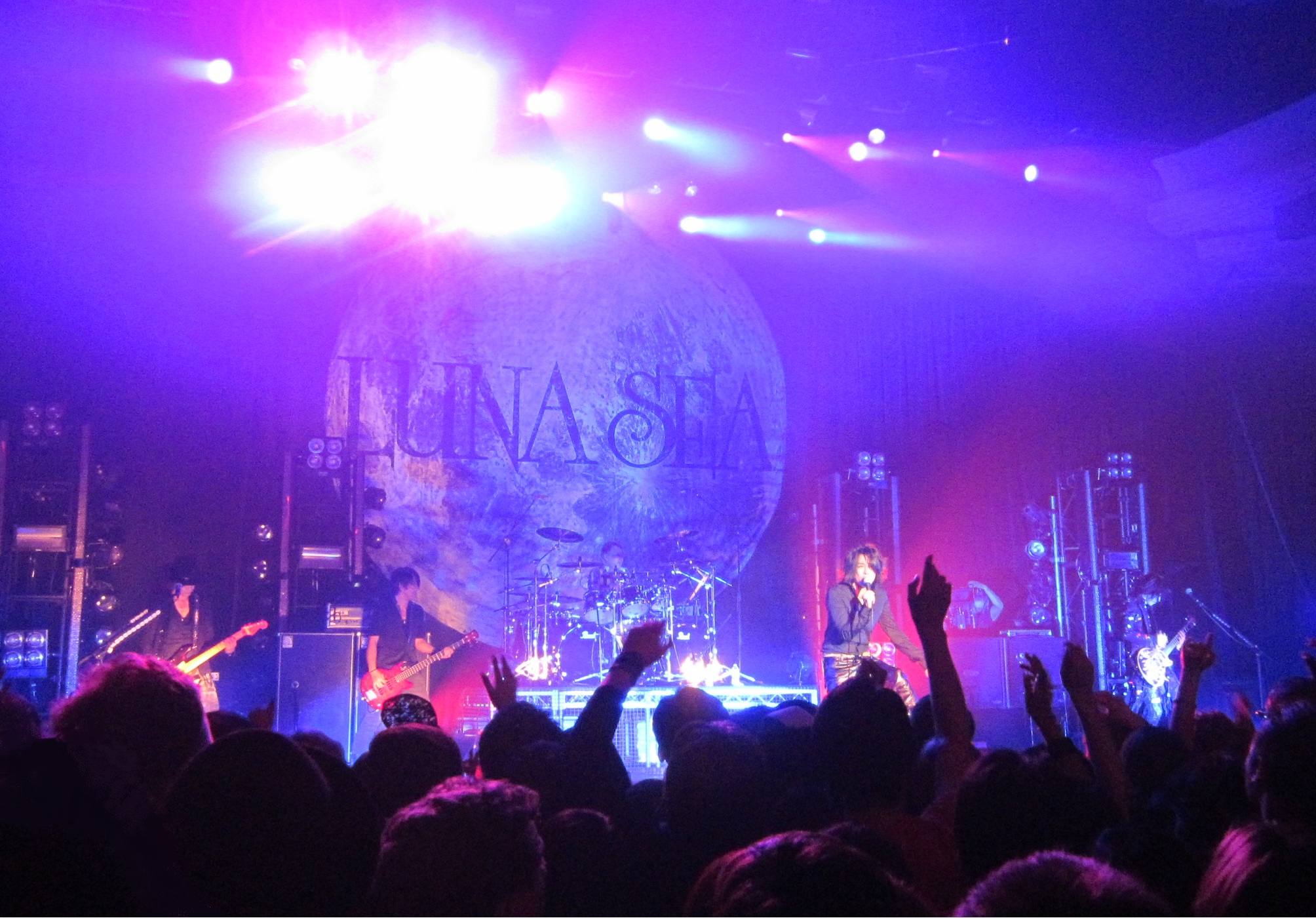
Luna Sea no Hollywood Paladium, onde o concerto foi gravado.

O álbum alcançou a 15° posição nas paradas da Oricon, a versão em Blu-ray alcançou a 48° posição e a versão em DVD alcançou a 67° posição.

## Lista de faixas[7]
| Disco 1 |                                                                      |         |  |
| N.º     | Título                                                               | Duração |  |
| 1.      | "Gekkou -Opening SE-" (月光-Opening SE)                              | 1:59    |  |
| 2.      | "Loveless"                                                           | 5:53    |  |
| 3.      | "Déjàvu"                                                             | 5:18    |  |
| 4.      | "Slave"                                                              | 3:40    |  |
| 5.      | "End of Sorrow"                                                      | 4:28    |  |
| 6.      | "True Blue"                                                          | 3:53    |  |
| 7.      | "Gravity"                                                            | 5:48    |  |
| 8.      | "Ra-Se-N"                                                            | 7:16    |  |
| 9.      | "Providence"                                                         | 6:17    |  |
| 10.     | "Genesis of Mind ~Yume no Kanata e~" (GENESIS OF MIND〜夢の彼方へ〜) | 9:07    |  |

| Disco 2 |                |         |  |
| N.º     | Título         | Duração |  |
| 1.      | "Storm"        | 1:18    |  |
| 2.      | "Desire"       | 5:02    |  |
| 3.      | "Time is Dead" | 4:26    |  |
| 4.      | "Rosier"       | 5:31    |  |
| 5.      | "Tonight"      | 5:09    |  |
| 6.      | "I for You"    | 5:09    |  |
| 7.      | "Wish"         | 6:26    |  |

## Ficha técnica

### Luna Sea
- Ryuichi - vocal principal
- Sugizo - guitarra, violino
- Inoran - guitarra
- J - baixo
- Shinya Yamada - bateria

### Produção
- Sojiro Otsubo - direção[8]